# Dingley Dell FC
Il Dingley Dell Football Club fu una società calcistica londinese fondata nel 1858 e sciolta nel 1864

## Storia
Il Dingley Dell FC è stato fondato dai membri del club di cricket Dingley Dell, Il capitano del club George Turner Sills, aveva formato la squadra a metà del 1858.
Il club giocò la sua prima partita contro la Westminster School a Vincent Square il 24 novembre 1858. Il club fu la squadra non scolastica più attiva prima della fondazione della Football Association.
Il 15 febbraio 1862, il club giocò contro il Surbiton. Poiché questa partita era antecedente alla formazione della Football Association, la partita è stata giocata secondo le regole del Dingley Dell, che prevedeva 10 giocatori per squadra anziché 11.
Il 22 febbraio 1862 il club giocò contro la Harrow School usando le regole di questi ultimi perdendo per 2-0, a causa di "un'insufficiente conoscenza delle regole del gioco Harrow".
Il club subì un duro colpo prima dell'inizio della stagione 1862-1863 quando un incidente costrinse Sills a ritirarsi.
Con la fondazione della Football Association il club decise di non unirsi a quest'ultima e questo ha favorito il suo declino e questo unito all'infortunio di Sills e alla formazione di nuovi club ha fatto si che nel 1864 il club venne sciolto, l'ultima partita venne giocata l'11 Febbraio 1864 contro la Westimster School in cui Sills rentrò dal suo infortunio.